# Отто Фар
Отто Фар (нім. Otto Fahr, 19 серпня 1892 — 28 лютого 1969) — німецький плавець.
Срібний медаліст Олімпійських Ігор 1912 року.